# Mines d'or du Chocó
Les mines d'or du Chocó étaient situées dans le bassin hydrographique du Río Choco, l'ancien nom du Río Atrato, qui descend des montagnes de l'ouest de la Colombie vers le Golfe d'Urabá, dans la Province du Darién. Elles sont situées pour l'essentiel dans la partie supérieure du Río Atrato.
Cette région est l’une des plus humides de la planète car l’air chaud et gorgé d’eau de l’océan Pacifique y rencontre les froids sommets des Andes provoquant des précipitations de plus de neuf mètres d’eau par an. En raison de ce constant arrosage, la faune et la flore y sont encore plus diversifiées qu’en Amazonie.
Le département du Chocó est le territoire ancestral des tribus indigènes Wounaan, qui sont 7 000, et des Emberá, qui sont 40 000, ainsi que d'environ 700 000 paysans noirs, descendants des esclaves fugitifs des plantations de café et des mines d’or du Chocó, qui s’y sont installés à la fin du XIXe siècle.

## Histoire

### La difficile conquête espagnole
Ces mines ont connu leur apogée à l'époque de l'empire colonial espagnol et constituaient l'essentiel de la production aurifère de la Nouvelle-Grenade au début du XVIIIe siècle, lorsque cette dernière était la première région productrice d'or au monde.
Mais l'exploitation a été freinée par le fait que les rapports entre les Espagnols et les Emberá, les Kunas et les Wounaan ont été conflictuels durant tout le XVIe siècle.
Les Espagnols ont eu connaissance de la richesse aurifère du Chocó dès le début du XVIe siècle, mais il leur a fallu au moins deux siècles pour s'établir et s'installer dans la région, en raison de la résistance progressive que les Chocoes ont opposée et grâce à l'environnement physique de la région (jungle tropicale), qui limitait les expéditions presque uniquement à l'époque d'été et gênait l'utilisation des arquebuses.
Les Espagnols avaient fait venir des esclaves noirs au moment où ils tentaient d'exploiter les mines d'or du Río Choco, au début du XVIe siècle, les indigènes de la région ayant collecté de l'or alluvionnaire dans le fleuve, mais refusant de travailler pour les colons. En 1517, Charles Quint autorise l’importation de 15 000 esclaves noirs, pour la production d'or. Ils seront beaucoup moins nombreux. La plupart fuient dans la jungle.
La pénétration espagnole a été tentée successivement dans  trois directions : par le nord, en partant de Santa María la Antigua del Darién pour remonter l'Atrato, par l'ouest et la côte pacifique du Chocó, ou encore par l'est, d'Anserma vers l'amont des fleuves Río San Juan et Atrato.
C'est Vasco Núñez de Balboa qui découvrit la présence de cet or, grâce aux cadeaux des indigènes de la partie nord du Chocó, en contact avec l'Atlantique. Il a mené l'expédition de 1512 le long du fleuve Atrato, visant à retrouver l'origine de cet or alluvionnaire, après qu’une inondation eut ruiné les semailles plantées autour de Santa María la Antigua del Darién, fondée en 1510. Il est arrivé jusqu'à l'embouchure de l'actuel Río Sucio. L'expédition fut relatée dans Brevísima relación de la destrucción de las Indias (Très brève relation de la destruction des Indes), par Bartolomé de las Casas (1542) en ces termes : "ils décidèrent d'aller inquiéter,  tourmenter, voler, faire prisonniers et tuer les plus éloignés et de leur prendre leur nourriture et leur or avec la justice qui leur fait droit ; l'habitude de Vasco Núñez et de sa compagnie était de tourmenter les indiens qu'ils faisaient prisonniers pour découvrir les villages des seigneurs qui avaient le plus d’or et la plus grande abondance de nourriture. Ils les attaquaient de nuit à feu à sang, si les indigènes ne disposaient pas d’espions ou n’étaient pas avisés (…) ils décidèrent donc de partir sur deux brigantins ou canoës avec une grande dévotion à la recherche de ce dieu de Dabayba, ou plutôt de l'or auquel ils sacrifiaient leurs vies malheureuses, et Vasco Núñez de Balboa partit avec 160 hommes colmenares avec lui, auquel il ordonna de remonter le fleuve Grande avec le tiers d'entre eux".
Le successeur de Vasco Núñez de Balboa, Pedro Arias Dávila, qui le fit décapiter en 1519, entra dans d'autres conflits avec les indigènes qui lui rendirent la tâche difficile. Les mines d'or du Rio Choco produisirent pour environ un million de pesos entre 1511 et 1515, soit l'essentiel du 1,509 million de pesos d'or qui arrivait dans le port de Séville en Espagne, ce qui a amené Madrid à appeler la région la Castille d'Or dès 1513.
Après la découverte du Pérou par Francisco Pizarro en 1532, le chiffre était multiplié par 6 avec 10,2 millions de pesos d'or arrivant à Séville sur la période 1536-1540. L'exploitation aurifère du Rio Choco était alors déjà terminée depuis 1525. Elle reprit ensuite avec l'importation en quantités croissantes d'esclaves noirs chargés de l'orpaillage.
Vers 1534 et 1536, les frères Heredia ont fait incursion dans les zones du Río Sinú et de Dabeiba, à la recherche du prétendu Eldorado. Sebastián de Belalcázar a chargé Juan Ladrillero de chercher une voie vers la mer en traversant la cordillère via le territoire du Chocó en 1536, expédition qui n'a pas réussi à atteindre son but. Une autre tentative de colonisation date de 1539 par le capitaine Gómez Hernández, partant d'Anserma sur ordre de Jorge Robledo et remontant le Río San Juan, qui se jette dans le Pacifique, jusqu'à sa source. Il est arrivé jusqu'au site d'Andágueda où il fut rejeté par les Chocoes en 1539 ; le report de la fuite des indigènes vers les montagnes de Sima ou Cima (actuellement les rochers escarpés de Citará) date de cette époque.
Vers 1573, Melchor Velásquez De Valdenebro a fondé Toro dans le but de peupler les provinces de Chocoes et de Chancas. Malgré la mise en place de quelques centres miniers dans la région, ceux-ci ont détruit celui de Nóvita en 1586. Velásquez a été battu en 1588 et en 1590 respectivement par des Chocoes et par des Noanama. Mais l'expédition a répandu la variole qui a tué une grande partie des indiens. Cáceres et Nóvita ont été abandonnés et Toro a dû être transféré sur l'actuel territoire du Valle del Cauca. Cependant, au début du siècle suivant, les indigènes vont renforcer les relations commerciales avec les villages ou villes espagnoles, en particulier dans le Valle del Cauca.

### L'époque des pirates et boucaniers
L’histoire coloniale du Chocó se singularise par l’absence relative de populations espagnole et créole, mais les documents coloniaux attestent l’inquiétude devant la présence incessante de pirates et de contrebandiers, qui remontaient les fleuves Atrato et San Juan, achetant or et produits agricoles aux campements esclavagistes et aux orpailleurs noirs libres, et leur vendant en échange armes, tissus, et outils. La fermeture presque permanente de ces deux grandes voies de navigation par l'Espagne encourageait une économie de subsistance dans les campements et chez les groupes libres de noirs, en même temps que le commerce interne, autre pilier d’une existence en marge du pouvoir colonial. La contrebande exerça également une influence sur la population noire du Chocó : elle acheminait de nombreux esclaves du Panama tout en permettant à des esclaves marrons de la côte caraïbe de gagner les zones forestières marginales du Chocó, en particulier sur le versant Pacifique.

## Géographie et ethnologie
La rivière la plus riche en or était le Rio Andágueda, qui rejoint le Río Atrato au village de Quibdó. La plus grosse pépite trouvée pesait 25 livres. La province s'appelait aussi Antioquia, du nom de la ville un peu au nord de Medellín.
Les Indiens Chocó, de langue caraïbe, sont répartis en trois groupes entre Colombie et Panamá : les Chocó du Nord (appelés aussi Emberá) sont établis en villages le long des abords les plus accessibles des rivières de la baie de San Miguel (Panamá) et de celles qui, en Colombie, coulent vers la côte pacifique. Ceux du Sud se concentrent aux abords du río San José. Les Catios habitent la partie orientale de la vallée Atrato. Les légendes des Indiens Chocó font état de combats avec leurs voisins Cunas ainsi que de succès guerriers du XVIIe siècle contre les Espagnols.

## Après l'abolition de l'esclavage
Dans le haut Chocó, le peuplement noir correspond au développement, pendant les XVIIe et XVIIIe siècles, de colonies d’esclaves orpailleurs dans le bassin supérieur des fleuves Atrato et San Juan, mais celui du littoral Pacifique fut le fruit du marronnage continu, de la manumission et du rachat de la liberté des esclaves mineurs. Ces Noirs libres, fuyant en petits groupes l’autorité coloniale et les centres miniers d’Antioquia, du Valle del Cauca et du Chocó, se répartirent dans les zones marécageuses des rivières secondaires ou du littoral et apprirent la navigation, la pêche, l’exploitation des marais et des forêts, au contact des populations indiennes locales, qui avaient 
elles-mêmes fui le contrôle colonial.
Dès l’abolition de l’esclavage en Colombie (1851-1852), les migrations des esclaves noirs récemment émancipés, mais aussi de travailleurs libres ou libérés depuis plusieurs générations et désormais débarrassés de tout tracas, s’intensifient en direction des forêts hyperhumides du littoral pacifique, peu peuplées et dépourvues de voies de communication, où ils s’installent comme agriculteurs le long des rivières. Ils y pratiquent aussi la chasse, la pêche, l’orpaillage à certaines saisons, en interaction avec les Indiens Emberá et waunana.
Luis Alfredo Hurtado, de l'association locale Asocasan, a lancé une coopérative pour perpétuer cet orpaillage, sans utiliser de produits toxiques comme le mercure, qui fait vivre 194 familles dans la région du Chocó, dont 112 vivant autour de Tado.